# Дачне (платформа, Санкт-Петербург)
Дачне — залізнична платформа в межах Санкт-Петербурга на лініях Санкт-Петербург-Балтійський — Каліщі та Санкт-Петербург-Балтійський — Гатчина-Балтійська. Розташована біля рогу Дачного проспекту та проспекту Народного Ополчення. Назва походить від найменування історичного району Санкт-Петербурга.
За 1100 метрів на північний захід від платформи знаходиться станція метро «Проспект Ветеранів».

### Фото

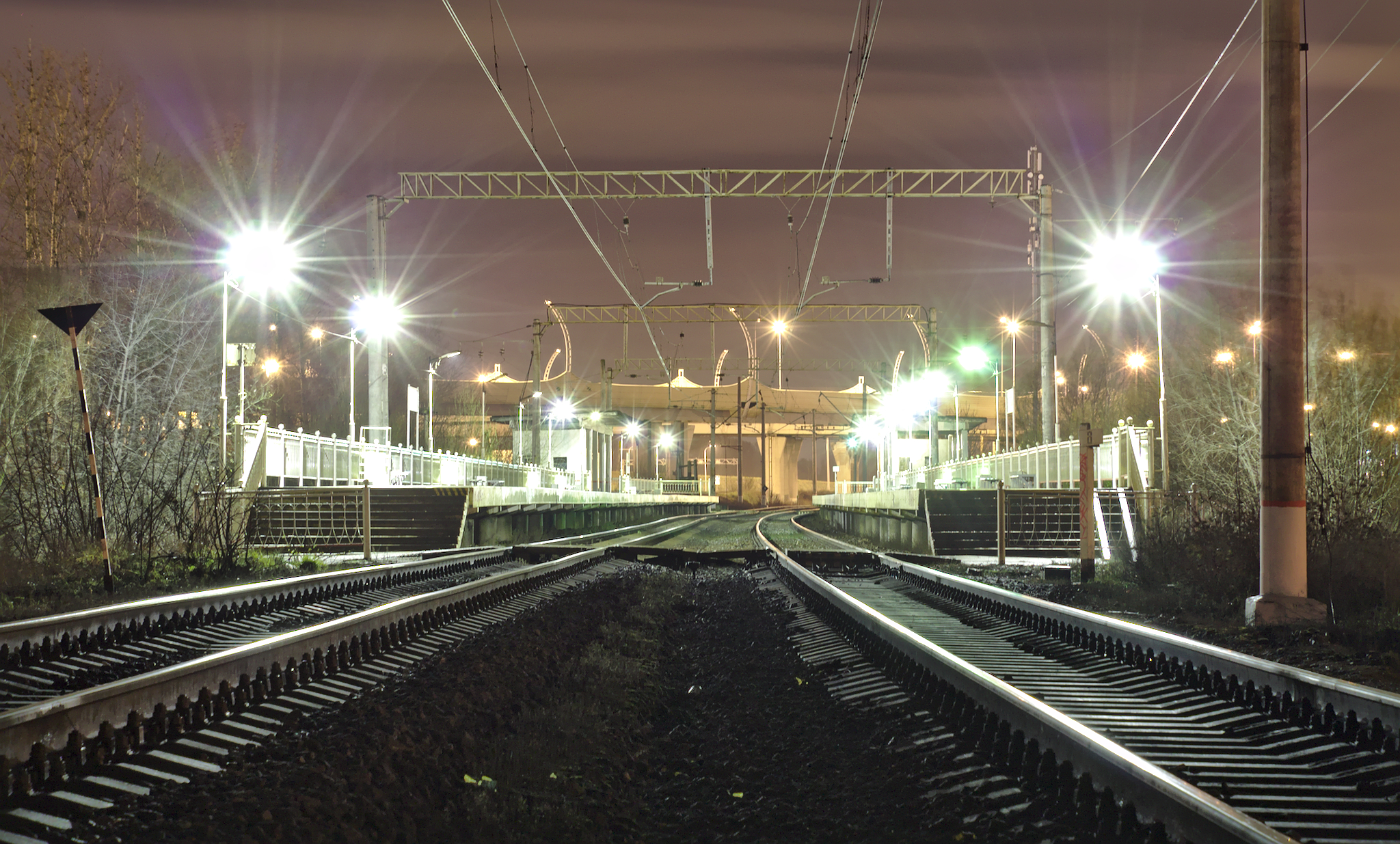
Платформа Дачне